# Distretto di Debrecen
Il distretto di Debrecen (in ungherese Debreceni járás) è un distretto dell'Ungheria, situato nella provincia di Hajdú-Bihar.